# Westviertel (Essen)
Der Stadtteil Westviertel der Stadt Essen, der unmittelbar im Westen an den Stadtkern grenzt, bildet zusammen mit dem Südviertel, dem Nordviertel, dem Ostviertel, dem Südostviertel und dem Stadtkern die Stadtmitte.

## Charakter

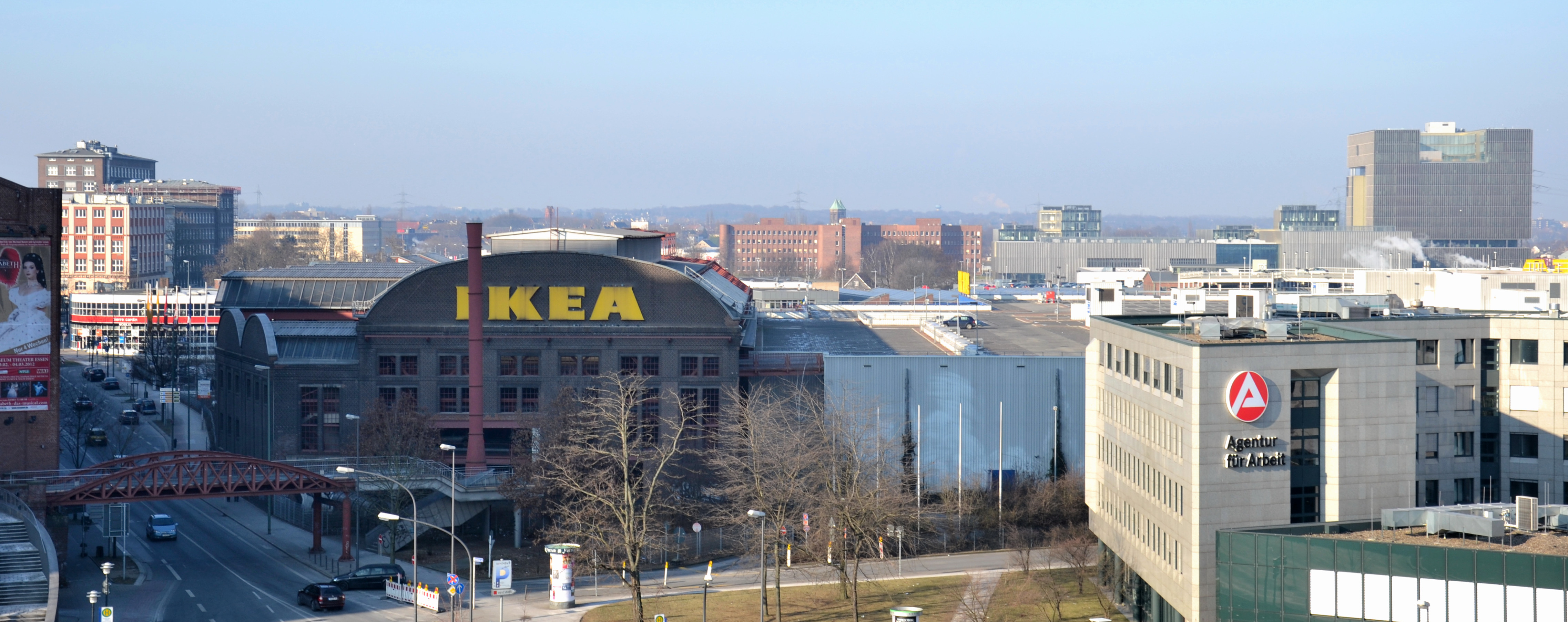
Teil des Westviertels von Osten: vorn links der ehemalige Eingang zur Krupp-Gussstahlfabrik mit links dem Colosseum Theater, dahinter der Krupp-Hauptverwaltung, vorn der alten Werksbahnbrücke von 1872 und daneben dem ehemaligen Press- und Hammerwerk Ost (heute Ikea), rechts dahinter ein Krupp-Verwaltungsgebäude, rechts hinter der Agentur für Arbeit das ThyssenKrupp Hauptquartier

Das Westviertel weist nur geringe Wohnbebauung auf und besteht vorwiegend aus ehemals zur Krupp-Gussstahlfabrik gehörenden Industrieflächen, auf denen heute Gewerbe und Handel ansässig sowie Parkanlagen angelegt worden sind.
Da sich hier hauptsächlich Rüstungsindustrie befand, wurde der Großteil der Gebäude der Gussstahlfabrik auf dem Gelände im Zweiten Weltkrieg von den Alliierten zerstört oder danach zu Reparationszwecken demontiert. Zu den wenigen erhaltenen Gebäuden zählen die ehemalige Geschossdreherei, die VIII. Mechanische Werkstatt, heute Colosseum Theater, das ehemalige Press- und Hammerwerk Ost sowie ein Teil der ehemaligen Krupp-Hauptverwaltung.
Die jahrzehntelang zu einem erheblichen Teil ungenutzten Flächen bilden heute ein wichtiges Entwicklungsgebiet der Stadt. Durch den seit 2011 im Westviertel fertiggestellten Berthold-Beitz-Boulevard wird das Viertel neu erschlossen. Der ThyssenKrupp-Konzern hat 2010 seine Hauptverwaltung von Düsseldorf nach Essen in das ThyssenKrupp Hauptquartier verlegt, das damit den Kern des Krupp-Gürtels bildet. Das sich an der westlichen Stadtteilgrenze befindliche Real SB-Warenhaus zog in das Einkaufszentrum Kronenberg-Center, das am 24. Oktober 2013 überwiegend auf dem Gelände der ehemaligen Arbeiterkolonie Kronenberg, östlich der heutigen Haedenkampstraße eröffnete, um neuem Einzelhandel und neuer Wohnbebauung nördlich der Altendorfer Straße Platz zu machen. Die Grundsteinlegung für das Kronenberg-Center fand am 24. Mai 2012 statt, worauf am 11. April 2013 das Richtfest folgte. Auf einer Gesamtfläche von rund 63.000 Quadratmetern sind 25.000 Quadratmeter Verkaufsfläche für ein Gartenzentrum (heute hier chinesisches Restaurant), einen Real-Markt, seit 15. Juli 2021 Globus, und 23 weitere Geschäfte entstanden.
Ebenfalls zum Westviertel gehören heute ein Cinemaxx-Kino, der Magna Tower (ehemals Iduna-Hochhaus), die Essener Bundesagentur für Arbeit, das Finanzamt Essen, ein Städtisches Berufskolleg sowie großflächiger Einzelhandel.

### Grüne Mitte

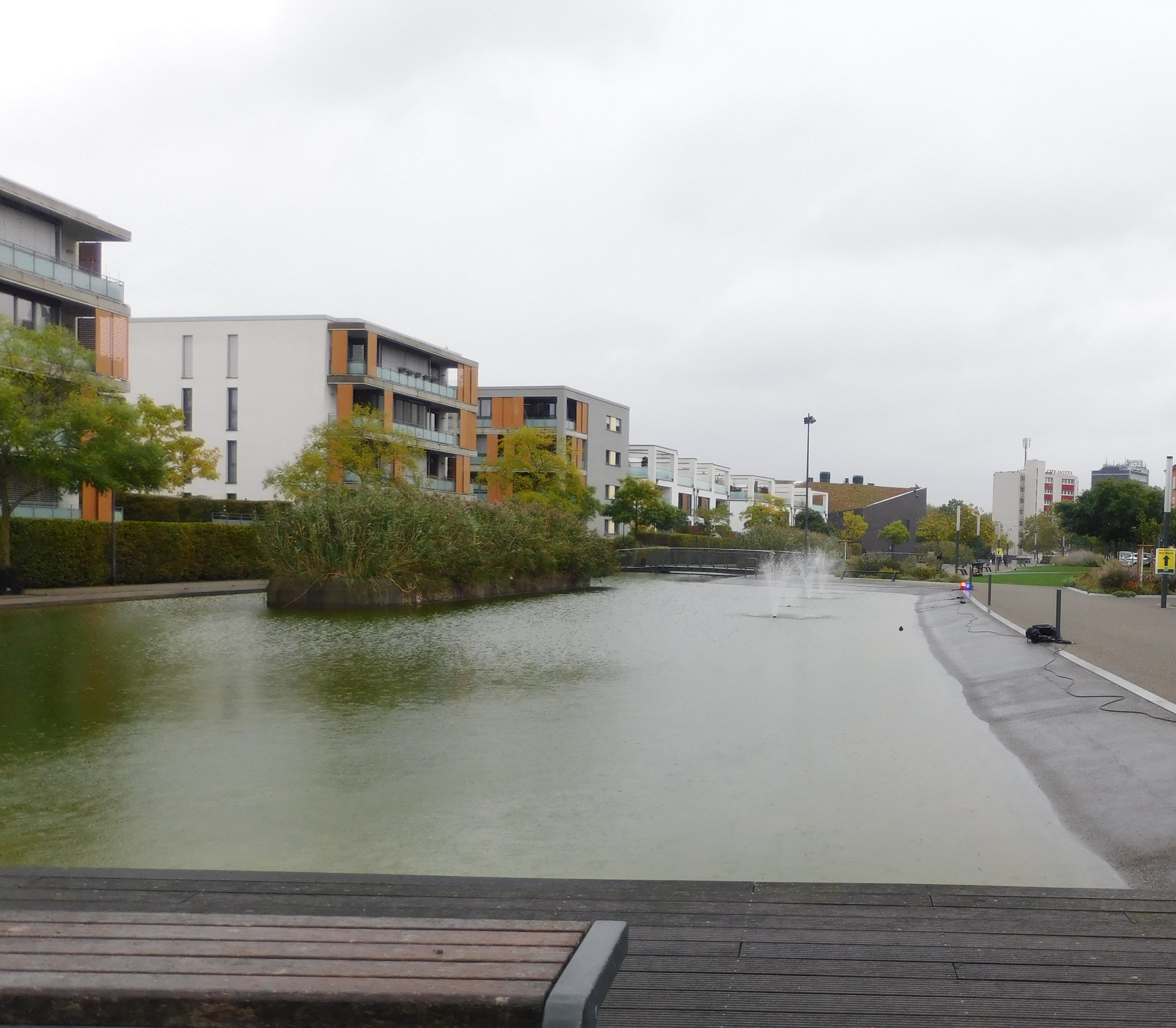
Neuangelegte Teiche in der Grünen Mitte

Das 13 Hektar große Gelände des ehemaligen Bahnhofs Essen Nord und des 1981 aufgegebenen Essener Großmarkts, zwischen der Universität Duisburg-Essen und dem Berliner Platz, war einst ein wirtschaftlicher Schwerpunkt. Das Gebiet ist in den Jahren 2011 bis 2016 zum Verbindungselement zwischen der nördlichen Innenstadt und dem Essener Campus der Universität Duisburg-Essen, der Grünen Mitte Essen, einem Wohn- und Arbeitsquartier mit Parkanlage umgebaut worden. Der 560 Meter lange Park zwischen Segerothstraße und Rheinischem Platz wurde am 2. Juli 2010 offiziell eröffnet. Eigentums- und Mietwohnungen sowie kleinere Bürohäuser sind seit Mitte 2011 errichtet worden. Wichtige Aufgabe des Viertels ist es, eine Verbindung zwischen Stadtkern und Nordviertel herzustellen, da dieses Areal stadtgeschichtlich jahrzehntelang problematisch war. Der Bahndamm trennte vor dem Krieg das Arbeiterviertel Segeroth von der Essener Innenstadt, was die sozialen Spannungen zwischen Essenern und eingewanderten Arbeitern (viele bei Krupp) verstärkte. Das Segerothviertel wurde im Krieg zerstört und nicht wieder aufgebaut, das Areal wurde mit in großen Teilen improvisierter und „wilder“ Bebauung genutzt. Ab 1972 entstand hier, nach Räumung der wilden Bebauung, die Gesamthochschule Essen. Der ehemalige Güterbahnhof und das ehemalige Großmarktgelände lagen lange brach und bildeten damit eine räumliche Trennung zwischen dem heutigen Nordviertel und der Stadtmitte. Das Güteraufkommen am Bahnhof ging immer weiter zurück und auch das im Westen des Areals gelegene Zollamt verlor durch die Umstellung des Transports auf LKW an Bedeutung. In den 1980er und 1990er Jahren fanden auf dem Brachgelände Jahrmärkte statt, oder es wurde als Parkplatz genutzt. Im Jahr 2007 präsentierte sich hier die Abschlussveranstaltung der Loveparade. 2011 errichtete man im Osten des Geländes das Hörsaalzentrum Ost. Am westlichen Ende des Universitätsviertels wurde am 4. Juli 2016 der Grundstein für das rund 80 Millionen Euro teure und im Januar 2019 in Betrieb gegangene Medienhaus der Funke Mediengruppe gelegt.
Ab 2006 fanden im Bereich der späteren Grünen Mitte erste Erdarbeiten statt, die von der Stadtarchäologie begleitet wurden. Letzte Gleise des 1995 stillgelegten Güterbahnhofes Essen-Nord wurden bis ins Jahr 2009 entfernt. Er lag an der 1866 eröffneten Zweigbahn Osterath-Essen der Rheinischen Eisenbahn-Gesellschaft. Der freigelegte Bahndamm wies  Aufschüttungen durch ausgebranntes, rot verfärbtes Material einer ehemaligen Bergehalde vermutlich der Zeche Graf Beust auf. Im Jahr 2014 wurden Reste zweier Drehscheiben entdeckt, die anhand alten Kartenmaterials nicht ersichtlich waren. Im Bereich der heutigen Teichanlage fanden im 19. Jahrhundert umfangreiche Abtragungen von Bodenmaterial statt. Betroffen war die alte Humusüberdeckung des einst sumpfigen Geländes, dann auch der darunter befindliche Lehm, der zum Brennen von Ziegel benötigt wurde. Man fand Reste von Feldbrandöfen, die aus der Zeit um 1860 stammten. Aufgrund der enormen Menge an Lehm, die zum Brennen von Ziegeln benötigt wird, und der Tatsache, dass die Stadt Essen zur Zeit der Industrialisierung ihre Einwohnerzahl in kürzester vervielfachte, fand eine erhebliche Zerstörung
der Landschaft bereits in der Mitte das 19. Jahrhunderts statt.

### Bevölkerung
Am 31. März 2025 lebten 3.315 Einwohner im Westviertel.
Strukturdaten der Bevölkerung im Westviertel (Stand: 31. März 2025):
- Bevölkerungsanteil der unter 18-Jährigen: 11,6 % (Essener Durchschnitt: 16,9 %)[9]
- Bevölkerungsanteil der mindestens 65-Jährigen: 19,6 % (Essener Durchschnitt: 21,7 %)[10]
- Ausländeranteil: 38,6 % (Essener Durchschnitt: 20,6 %)[11]

### Verkehr
Im Personennahverkehr des Westviertels verkehren die Stadtbahnlinien U11, U17 und U18, die Straßenbahnlinien 101, 103, 105 und 109 sowie die Buslinien SB16, 145, 147, 166, NE10, NE11, NE12 und NE16 der Ruhrbahn. Als wichtigste Verkehrsader durchquert die Bundesstraße 224 das Westviertel.

## Wappen

Wappen der Essener Stadtmitte

Blasonierung: „In Blau ein schräglinkes goldenens (gelbes) Schwert, begleitet oben und unten von je drei goldenen (gelben) Kugeln.“
Das Wappen wurde von Kurt Schweder entworfen und hatte nie offiziellen Charakter. Ende der 1980er Jahre schuf der Heraldiker für alle Essener Stadtteile Wappen. Sie sind inzwischen von der Essener Bevölkerung gut angenommen worden.
Das Schwert als Attribut der Stadtpatrone Cosmas und Damian stellt den Bezug zum Essener Stadtwappen her. Die goldenen Kugeln symbolisieren die sechs Stadtteile Stadtkern, Nordviertel, Ostviertel, Südostviertel, Südviertel und Westviertel.